# Lira (instrument)
Lira je žičani instrument. Broj žica se mijenjao u različitim vremenskim razdobljima i mjestima, najčešće ih je bilo 4, 7 ili 10. Obično se na njemu sviralo pomoću trzalice, kao na gitari, umjesto prstima, kao na harfi. Povezana je i s harfom koja je puno veća od nje.Prema grčkoj mitologiji, bog Hermes je napravio liru od velikog kornjačinog oklopa koji je pokrio životinjskom kožom i rogovima antilope.
U korijenu riječi lirika čuva se njena veza s glazbalom liri po kojem je dobila ime, jer su se nekada pjesme pjevale uz pratnju lire.
Antičko trzalačko glazbalo lira bilo je poznato Sumeranima, Egipćanima i drugim narodima Prednjeg istoka. U Grka dobiva svoj tipičan oblik, sličan gitari, s 5-7 žica koje su se trzale prstima ili trzalicom. Raširena je od 6. st. pr. Kr., osobito kao glazbalo grčkih pjesnika i pjevača lirika.